# 興隆鄉 (鄰水縣)
興隆鄉，是四川省鄰水縣下轄的一個鄉級行政單位。

## 沿革[1][2]
- 道光後，增設興隆場。
- 民國4年(1915年)，因地方不靖，設5個保衛區，以維持治安。全縣共49鄉，興隆鄉屬第四保衛區，駐興隆場（今高灘鎮境內）。
- 民國6年(1917年)，5個保衛區劃為6個區，興隆鄉屬何區不詳。
- 民國24年(1935年)7月1日，將6個區合併為3個區，49個鄉鎮合併為43個鄉鎮，興隆鄉屬第三區署。
- 民國29年(1940年)，實行新縣制，改3個區為4個區，將43個聯保辦公處合併為22個鄉鎮公所。興隆鄉、高灘鄉合併為高興鄉。